# Джоузеф Стиглиц
 Джоузеф Юджийн Стиглиц (на английски: Joseph Eugene Stiglitz) е американски икономист, автор и професор в Колумбийския университет. Носител е на нобелова награда от 2001 и на Медал „Джон Бейтс Кларк“ (1979). Бивш старши вицепрезидент и главен икономист на Световната банка. Той е може би най-известният съвременен икономист с леви убеждения и с критични виждания за глобализацията и икономистите на свободния пазар, които нарича „фундаменталисти на свободния пазар“. Неговата работа представлява отговор на тази на Милтън Фридман.
Към юни 2010 година Стиглиц е на второ място по цитираност според класацията на IDEAS/RePEc сред икономистите в света .

## Биография
Стиглиц е роден в Гери, щата Индиана, САЩ. От 1960 до 1963 учи в колежа Амхърст, след което продължава обучението си в Масачузетския технологичен институт. От 1965 до 1966 той учи и в Кеймбридж. В следващите години преподава в Масачузетския технологичен институт, Йейл, Принстън (1979-1988) и Станфорд (1988-2001). От 2001 г. преподава в Колумбийския университет.
Освен сериозния си принос в микроикономиката, Стиглиц играе важна роля и в политическата сфера. Той работи в администрацията на Бил Клинтън като председател на Съвета на икономически съветници между 1995 и 1997. В Световната банка той е вицепрезидент и главен икономист в периода 1997–2000. Стиглиц е бил икономически съветник на президента Георги Първанов (2002-2006?), а от 2010  е съветник на гръцкото правителство.
Почетен доктор на Университета за световно и национално стопанство в София (2002).